# Amati Modellismo
La Amati Modellismo è un'azienda italiana di modellismo.

## Storia
Nasce nel 1879 a Torino con l'attività specifica dell'arte del traforo. Dai modelli stampati per il traforo passano alla riproduzione di modelli navali: imbarcazioni Coppa America, velieri storici, motoscafi, sottomarini, navi in bottiglia.